# Hypolepis
Hypolepis és un gènere de falgueres pertanyent a la família Dennstaedtiaceae.